# 倪啓祚
倪啓祚（？—？），字允昌，號武双，南直隶扬州府江都縣民籍陕西咸寧縣人。

## 生平
万历三十七年（1609年）己酉科应天乡试举人，四十七年（1619年）己未科進士，改庶吉士，天啓元年（1621年）七月授编修，教习内书堂，同馆姚希孟、顾锡畴皆重之。天启间，逆阉魏忠贤虐善类，启祚方在告，闻之愤甚，草疏论其奸状，会遘疾，不果上，旋卒。

## 家族
曾祖倪寰，少御。祖父倪光胤，指挥。父倪叔度，监生。